# هالینا اسکوچینسکا
هالینا اسکوچینسکا (لهستانی: Halina Skoczyńska؛ زادهٔ ۲ ژوئیه ۱۹۵۳–۱۷ مه ۲۰۱۶) بازیگر اهل لهستان بود.
از فیلم‌ها یا مجموعه‌های تلویزیونی که وی در آن‌ها نقش داشته‌است، می‌توان به عشق اول، در خوشی و سختی، تیم، پیت‌بول، یک خانواده لهستانی، دوران افتخار، پدر متیو، قانون حقیقی، ایدا، تمام آنچه بدان عشق می‌ورزم و کونگ-فو اشاره نمود.